# Comté de Grand Traverse
Le comté de Grand Traverse (Grand Traverse County en anglais) est un comté situé dans le nord-ouest de la péninsule inférieure de l'État du Michigan. Son siège est à Traverse City. Selon le recensement de 2000, sa population est de 77 654 habitants.

## Géographie
Le comté a une superficie de 1 557 km2, dont 1 205 km2 en surfaces terrestres.

### Comtés adjacents
- Comté d'Antrim (nord-est)
- Comté de Kalkaska (est)
- Comté de Wexford (sud)
- Comté de Benzie (ouest)
- Comté de Leelanau (nord-ouest)